# Zalotay Elemér (régész)
Zalotay Elemér (eredeti neve: Schupiter Elemér; Szászsebes, 1894. november 24. – Szombathely, 1968. március 1.) magyar régész, könyvtáros, szerkesztő, múzeumigazgató.

## Élete
Schupiter József királyi járásbíró és Scholtz Valéria gyermeke. Első felesége Lőrincz Anna, akitől két gyermeke származott (Schupiter Anna és Schupiter Judith). Schupiter Judith férje a román atlétikai válogatott tagja, többszörös országos magasugró bajnok, Bakó Árpád. Második felesége Baumgarten Erzsébet festő és iparművész, akitől három gyermeke származott (Zalotay Erzsébet, Zalotay Elemér, a híres magyar építész, aki Svájcba emigrált és élete második felét ott élte le, és Zalotay Péter). 

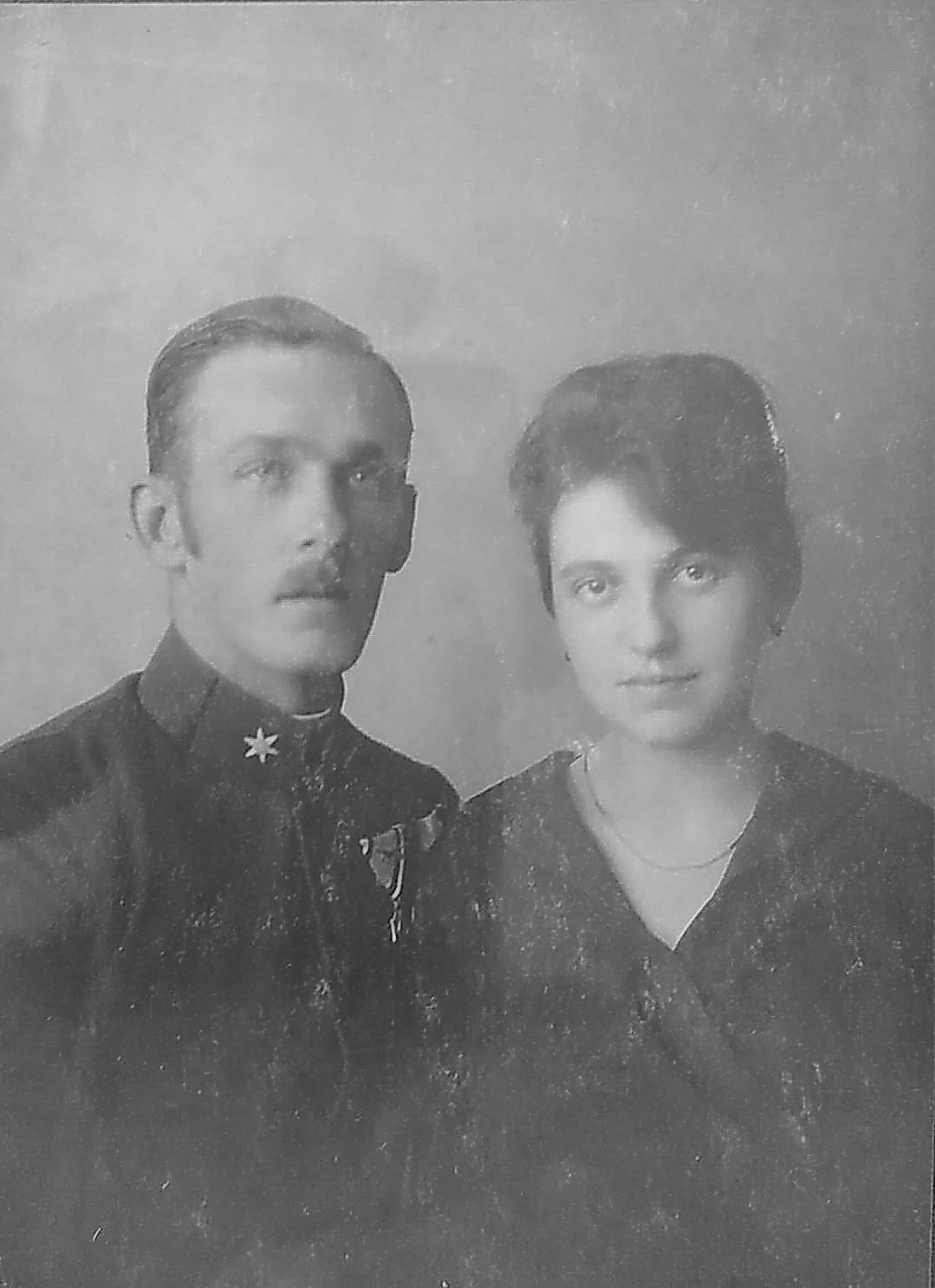
A fiatal házaspár 1919-ben-Schupiter Elemér és Anna (született Lőrincz Anna 1897 aug.14-én)

Gimnáziumi tanulmányait a marosvásárhelyi református gimnáziumban végezte, Tordán az Állami Főgimnáziumban érettségizett 1912-ben. Tanulmányait a Kolozsvári Magyar Királyi Ferencz József Tudományegyetem jogtudományi karán folytatta. Az első világháborúban 1914–1918 közt a kolozsvári császári és királyi 62.gyalogezred állományában szolgált tartalékos tisztként, előbb mint tartalékos zászlós, 1916 aug. 1-jétöl mint tartalékos hadnagy. 1916. októberében az erdélyi román betörés elhárításáért vívott harcokban századparancsnokként mutatott vitéz magatartásáért a 3.oszt. Katonai Èrdemkereszttel tüntették ki a hadidíszítményekkel és kardokkal (Militärverdienstkreuz 3. Klasse mit der Kriegsdekoration und den Schwerten). Az említett  érdemkereszt egy tartalékos tiszt számára magas kitüntetésnek számított.
1922–1925-ben Szentesen állampénztári főtisztviselő. 1926. január 1-jétől B listázták. Újabb szakképesítést szerzett a Trianon után Kolozsvárról Szegedre áttelepült Magyar Királyi Ferencz József Tudományegyetemen történelem és földrajz szakon, tanári és régész oklevelet kapott 1931-ben. 1932 márciusában névváltoztatási kérelmet adott be a Magyar Királyi Belügyminisztériumhoz. A beadványban kérelmezte, hogy saját és három gyermekének családnevét Schupiter-ről Zalotay-ra (Zalota Szentes egyik határneve) változtathassa. Kérelmét helybenhagyták. Értekezését régészeti témában 1933-ban védte meg.
Hivatalosan 1930-ban települt át a csonka magyarországi területre. 1927. decembertől 1940 februárjáig Szentesen a Csongrád Vármegyei Könyvtár és Múzeum tiszteletdíjas könyvtárosa, 1940-től a debreceni városi levéltár munkatársa, 1940 szeptemberétől 1944 augusztusáig Kolozsvárott dolgozott, közben katona, 1945. május 1-jén amerikai hadifogságba került, innen 1945 december 21-én szabadult. A Közgyűjtemények Országos Főfelügyelősége Szentesre, a múzeumba helyezte miután 1945 januárjában Csallány Gábor, a múzeum igazgatója meghalt, Zalotay Elemér 1946-tól 1951-ig ellátta itt az igazgatói teendőket, elsősorban a megmaradt múzeumi tárgyak számbavétele, a veszteségek felmérése lett az ő feladata, 1952–1953-ig a hódmezővásárhelyi múzeum régésze, 1954–1962-ig a bajai múzeum régésze, élete utolsó éveiben a vasvári múzeum régészeti anyagát rendezte.

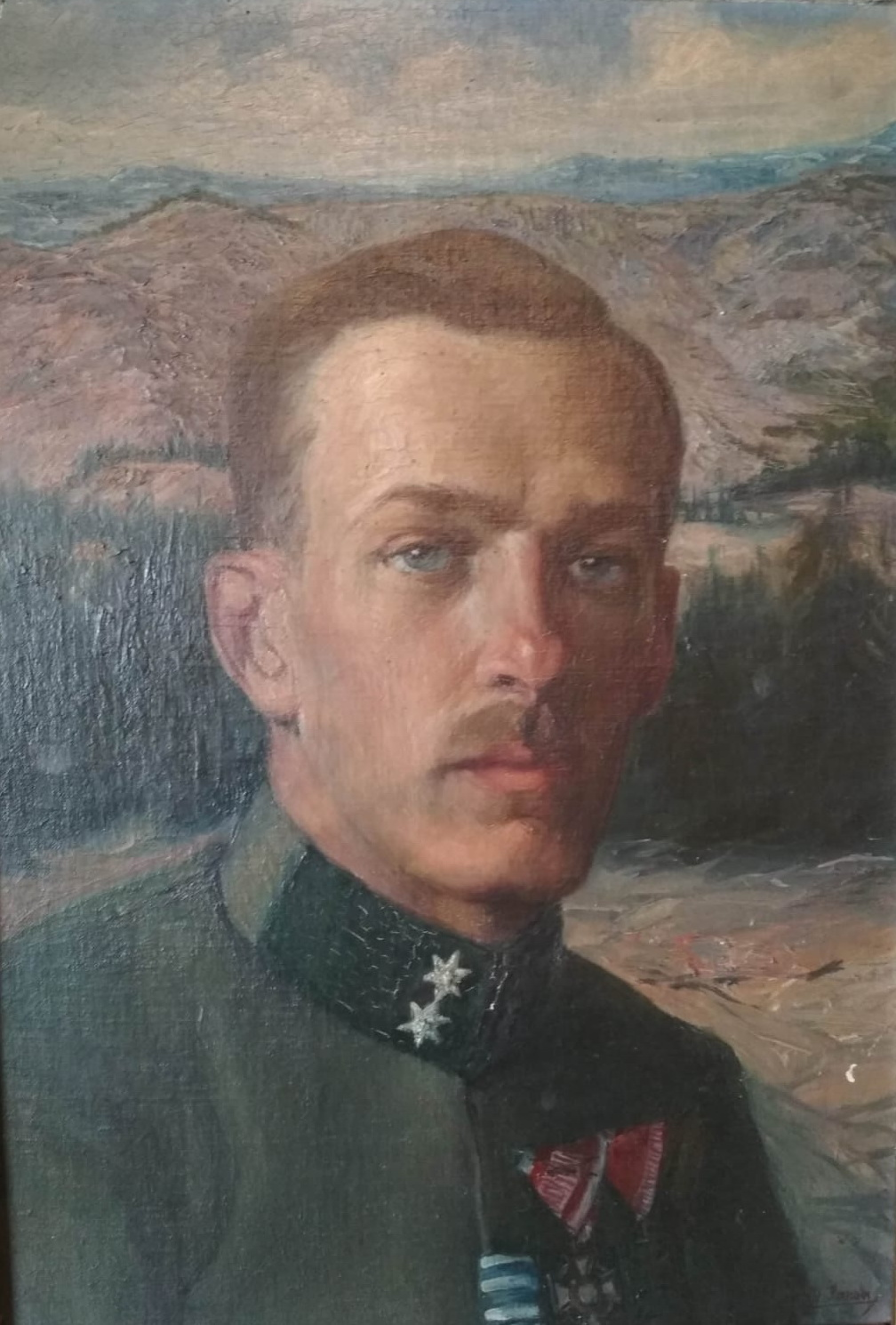
Zalotay Elemér arcképe (olajfestmény, kb. 1942-ben készült ismeretlen festőművész által)

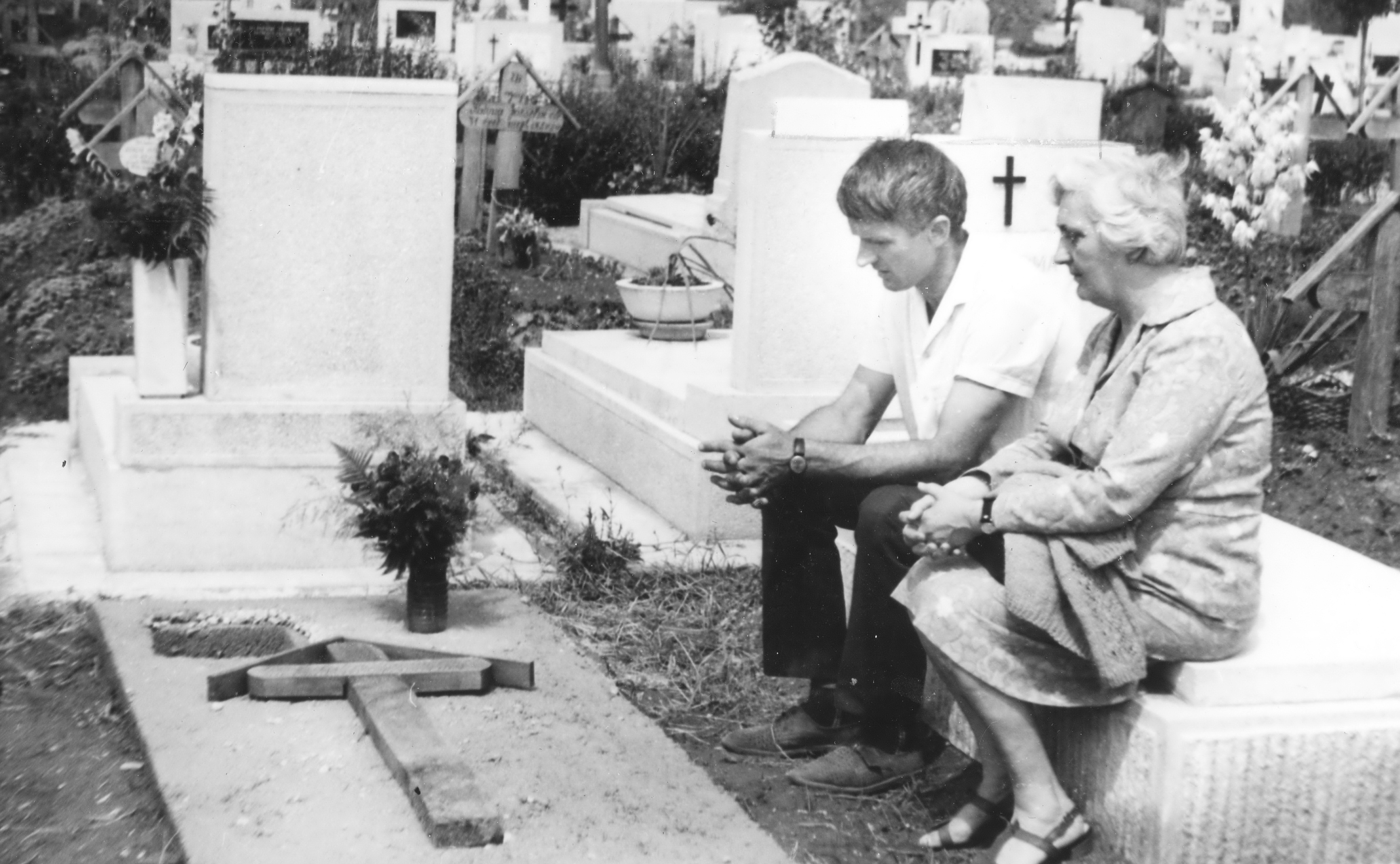
Dr. Zalotay Elemér sírjánál (fia, Zalotay Elemér és leánya, Schupiter Judith.) (Szombathely)

## Munkássága

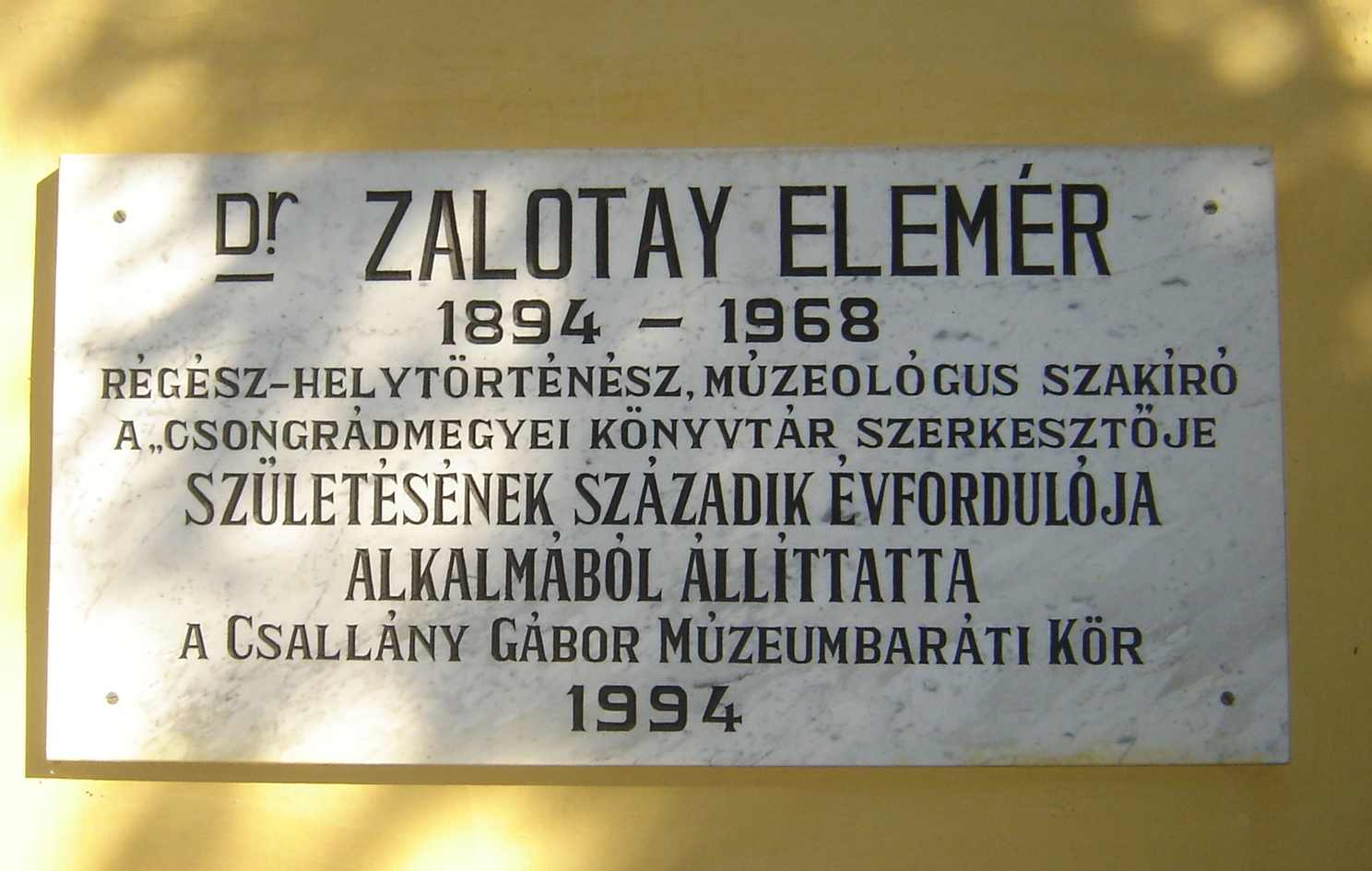
Zalotay Elemér emléktáblája születésének centenáriumán

Zalotay Elemér szakképzett régész, geográfus és történész volt, elődei lelkes és eredményes amatőr régészek voltak, gondolhatunk itt elsősorban a múzeumalapító Csallány Gáborra, de közismert, hogy Szeged városában a Kultúrpalotában Tömörkény István, Móra Ferenc is "amatőr" és nagyon eredményes régészek voltak. Magyarországon a kiegyezés után indult meg Pesten a régész-képzés, de sokkal több régészre volt szükség, mint amennyit képezni tudtak, így állhatott elő az a helyzet, hogy lelkes, "helyzetbe" került amatőr régészek nagy feladatokat hajtottak végre, mivel akkor még nem voltak úgy elválva a múzeumi szakterületek, egy múzeumigazgatónak egy vagy másodmagával együtt kellett érteni mindenhez, polihisztornak kellett volna lennie.
Zalotay sokat tett a két világháború közt a múzeumi anyagok publikálása, a régészet népszerűsítése területén, nemcsak maga publikált, hanem kiadványokat is szerkesztett. Szerkesztette az 1920-as években a Haladás c., az 1930-as években Csongrádmegyei Könyvtár c. tudományos könyvsorozatot és 1935-1936-ban az Aranykalász c. irodalmi és tudományos folyóiratot, egyben e folyóirat felelős kiadója is volt Szentesen. Mind a Haladás, mind Csongrádmegyei Könyvtár c. könyvsorozatban fő szerepet kapott a régészeti anyag publikálása, de geográfiai, nyelvészeti, jogi, irodalmi, helytörténeti témák is jelentek meg bennük. Elismertségét jelzi, hogy 1936. augusztus 21-én, Budapesten fő műsoridőben 25 perces rádiós előadást tarthatott A száz év előtti Szentes címmel. A Csongrádmegyei Könyvtár nem volt egy markánsan önálló sorozat, nyilván anyagi okok miatt, sokszor más intézmények kiadványaival együtt jelent meg, például a szegedi Tudományegyetemmel vagy a Horváth Mihály Reálgimnáziummal, az együttműködések csak növelik a könyvsorozat értékét és presztízsét.
Újságíróként néha átevezett a szépirodalom területére is. Küzdelmek és Várj madár, várj! címmel regényt írt, a Kacagó háború pedig egy történelmi korrajz a román megszállás idejéből. Az újságokban megjelent novelláit Zudor és Heykedi név alatt írta.
Lokálpatriotizmusára jellemző, hogy 1932 márciusában névváltoztatási kérelmet adott be a Magyar Királyi Belügyminisztériumhoz. A beadványban kérelmezte, hogy saját és második házasságából származó három gyermekének családnevét Schupiter-ről Zalotay-ra (Zalota Szentes egyik határneve) változtathassa. Kérelmét helybenhagyták.
A 20. század háborúi, forradalmai, rendszerváltásai mind nagy veszedelmet jelentettek a múzeumok anyagára nézve. Zalotay, s az ő főnöke Csallány Gábor sokat tettek azért, hogy a múzeum összegyűjtött anyaga publikálva legyen, az eredmény nyilván nem optimális, mindig a körülmények és a lehetőségek határokat szabnak. Zalotay Elemér sokat tett a magyar régészetért Szentesen, s többi állomáshelyein is.

## Fontosabb tudományos publikációiból
- Az ősember szemétdombján (1926)[3]
- Pyramisok Csongrádvármegyében (1926)[4]
- Csongrád vármegye őskori települése (1933)[5]
- Amire a múzeumok tanítanak (1933)[6]
- Petrák Ferenc krónikája – Szentes földrajza I. (1933) (PDF). e-Könyvtár Szentes[7]
- A szentes-kistőkei rézkori temető (1934) (PDF). e-Könyvtár Szentes[8]
- Gaál István szentesi prédikátor 1846–1868 (1939) (PDF). e-Könyvtár Szentes[9]
- Csongrád vármegye társadalomrajza és általános ismertetése (1938)[10]
- Szentes várostörténetírásának fejlődése (1939)[11]
- Gellértegyházai Árpád-kori temető (1957)[12]
- Baja népe az őskortól a középkorig (1957)[13]
- Kelebiai bronzkori temető (1957)[14]
- A fajszi avar kori temető (1961)[15]

## Emlékezete
- A szentesi Csallány Gábor Múzeumbaráti Kör Zalotay Elemér születésének centenáriuma (1894-1994) alkalmából emléktáblát helyezett el a Széchenyi-ligetbeli múzeum keleti rizalitján.
- Vörös Gabriella: Megemlékezés Zalotay (Schupiter) Elemérről születésének századik évfordulóján.[16]